# Las Perdices
Las Perdices is een plaats in het Argentijnse bestuurlijke gebied Tercero Arriba in de provincie Córdoba. De plaats telt 4.615 inwoners.